# Piskarjowskoje-Gedenkfriedhof

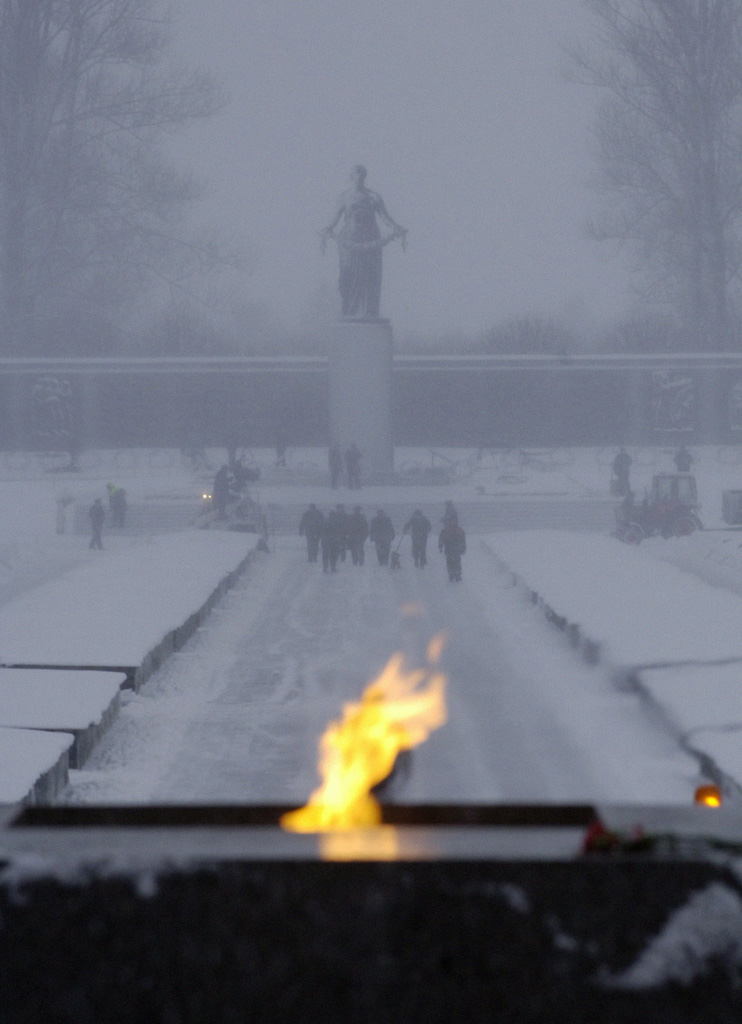
Ewige Flamme vor dem Mahnmal.

Der Piskarjowskoje-Gedenkfriedhof (russisch Пискарёвское мемориальное кладбище) bezeichnet eine Massenbegräbnisstätte von Opfern der Leningrader Blockade und Teilnehmern an der Verteidigung Leningrads von etwa 470.000 Personen im Zweiten Weltkrieg (Großer Vaterländischer Krieg).
Am 9. Mai 1960 wurde auf dem Piskarjowskoje-Friedhof eine architektonisch und bildhauerisch gestaltete Gedenkstätte eröffnet. Kompositorischer Mittelpunkt ist eine die Mutter Heimat verkörpernde Bronzeplastik. In Pavillons zeugen Exponate von Mut und Heldentum der Verteidiger Leningrads. Es brennt ein ewiges Feuer. Schöpfer des Mahnmals sind u. a. die Architekten Alexander W. Wassiljew und Jewgeni Lewinson sowie die Bildhauer Wera Issajewa und Robert K. Taurit.

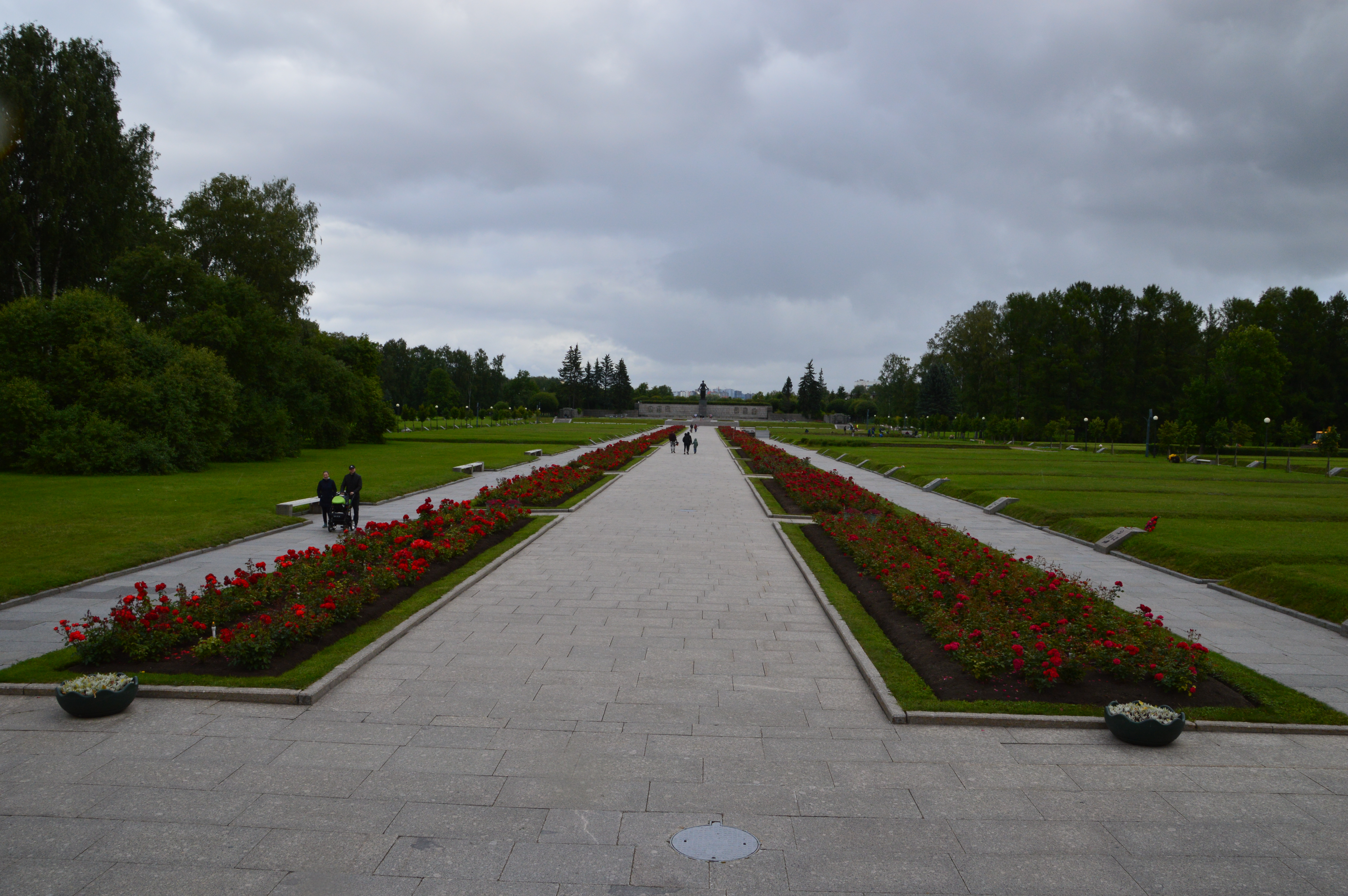
Zentralbereich, vom Eingang her gesehen.

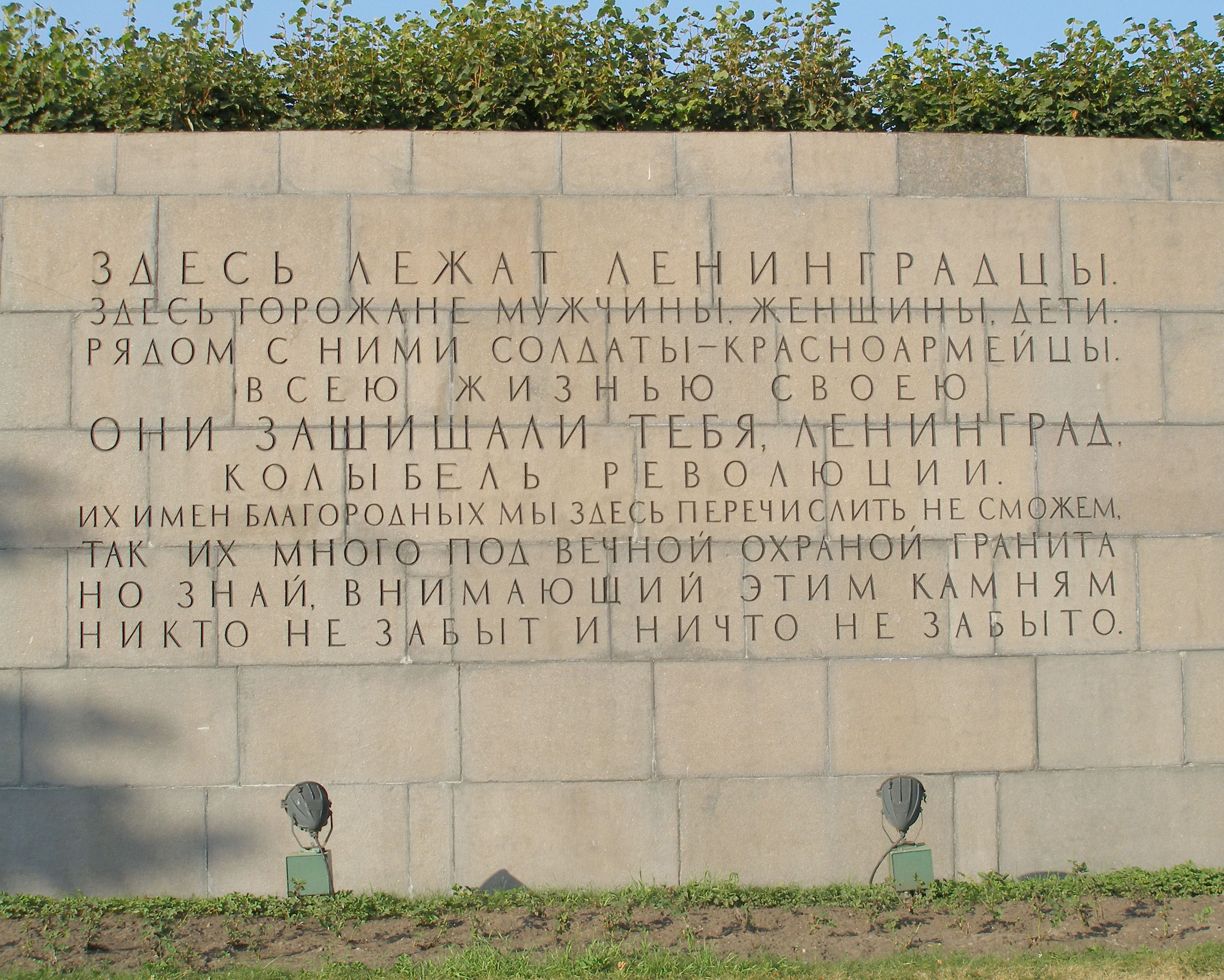
Granitmauer mit Aufschrift (Übersetzung im Artikel)

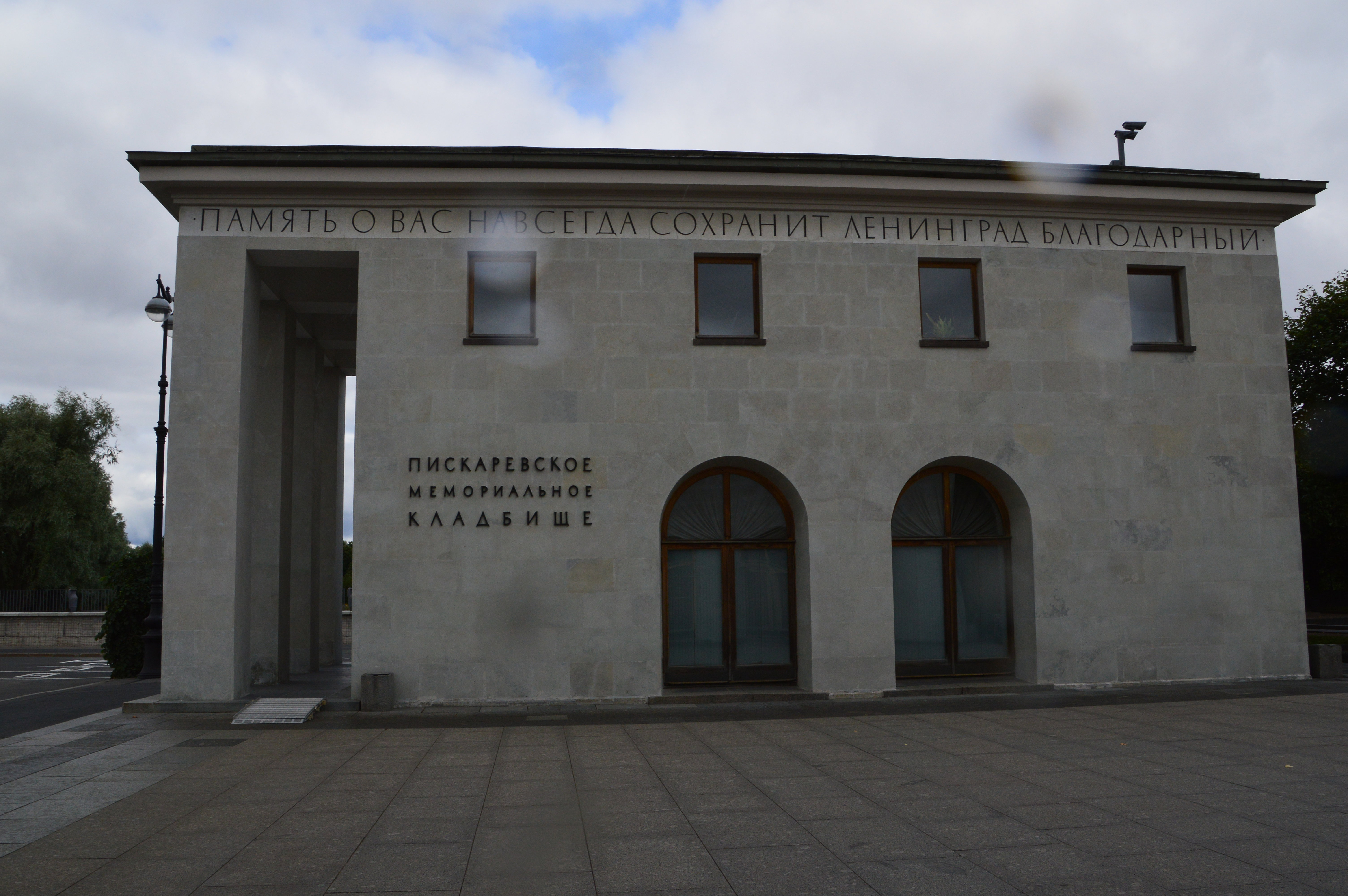
Die Eingangshalle.

Das Mahnmal wird von einer 150 m breiten und 4,5 m hohen Granitmauer abgeschlossen. Sie trägt ein Gedicht von Olga Bergholz, einer Überlebenden der Blockade.
H i e r   l i e g e n   L e n i n g r a d e r.

Hier liegen Bürger – Männer, Frauen und Kinder.

Neben ihnen Soldaten der Roten Armee.

Mit ihrem Leben

Verteidigten sie Dich, Leningrad,

Die Wiege der Revolution.

Nicht alle ihre edlen Namen können wir hier nennen,

So viele sind es unter dem ewigen Schutz von Granit.

Aber wisse, der du diese Steine betrachtest:

Niemand ist vergessen und nichts wird vergessen.